# 卓天錫
卓天錫（1427年—？），字純嘏，福建興化府莆田縣人，民籍，明朝政治人物。進士出身。

## 生平
福建鄉試第十三名舉人。景泰五年（1454年）甲戌科會試第四名，殿試登進士第二甲第五十八名。授刑部江西司主事，天顺三年（1459年）五月升署本司员外郎事主事，五年三月實授浙江司员外郎，六年五月升常州府知府。成化三年（1467年）举卓异，赐诰敕旌异，推恩及其父母妻室。六年（1470年）十月升广东右参政，十五年十月復除山西左参政，十六年八月升贵州按察使。

## 家族
曾祖卓文彬。祖父卓則英。父卓叔輿。